# Ringu (film)
Ringu (リング, Ringu) is een tweedelige horrorfilm uit Japan. Het eerste deel kwam uit in 1998. Hij werd twee keer verfilmd: in Zuid-Korea in 1999 als Ring: Virus en in de Verenigde Staten in 2002 onder de titel The Ring, hoewel de Amerikaanse versie is gebaseerd op álle originele Ringufilms.

Ringu werd op 31 januari 1998 uitgebracht in Japan onder regie van Hideo Nakata. De film werd geschreven door Hiroshi Takahashi en duurt 96 minuten. De film werd een enorm succes en is ook wereldwijd te koop. De film staat ook wel bekend onder de titel The Original Ring of Ringworms.

## Verhaal
Reiko Asakawa is een journaliste, die ontdekt dat er mysterieuze gebeurtenissen zitten achter de dood van haar nichtje. Ze ontdekt dat er een videoband is die, als deze bekeken wordt, zal leiden tot de dood precies een week later. Eerst gelooft ze dit niet, maar ze ontdekt dat de vriend van haar nichtje de video meekeek en ook precies op hetzelfde moment stierf. Dan gaat ze zelf ook de video bekijken.

## Rolverdeling
| Acteur            | Personage               |
| ----------------- | ----------------------- |
| Nanako Matsushima | Reiko Asakawa           |
| Miki Nakatani     | Mai Takano              |
| Hiroyuki Sanada   | Ryuji Takayama          |
| Yuko Takeuchi     | Tomoko Oishi            |
| Hitomi Sato       | Masami Kurahashi        |
| Yoichi Numata     | Takashi Yamamura        |
| Yutaka Matsushige | Yoshino                 |
| Katsumi Muramatsu | Koichi Asakawa          |
| Rikiya Otaka      | Yoichi Asakawa          |
| Daisuke Ban       | Dokter Heihachiro Ikuma |
| Yurei Yanagi      | Okazaki                 |
| Kiriko Shimizu    | Ryomi Oishi             |

## Vervolgen
- Ringu 2
- Rasen
- Ringu 0: Birthday (prequel)
- Sadako 3D
- Sadako 3D 2
- Sadako vs. Kayako